# Черно Пилип Олексійович
Пилип Олексійович Черно (1899, Полтавська губернія, тепер Полтавська область — ?) — український радянський діяч, голова Кам'янець-Подільської (Хмельницької) обласної ради профспілок.

## Життєпис
Народився в селянській родині на Полтавщині. Два роки навчався в трикласній сільській школі, навчання не закінчив.
З 1918 року служив у Червоній армії, закінчив восьмимісячну полкову школу. Учасник громадянської війни в Росії.
Член РКП(б) з серпня 1919 року.
З вересня 1921 по вересень 1922 року навчався в дивізійній школі РСЧА, з вересня 1922 по листопад 1923 року — курсант командних курсів РСЧА, навчання не закінчив.
Після демобілізації працював у сільському господарстві. Закінчив школу політграмоти 2-го ступеня.
З вересня 1926 року — слюсар вагонного цеху Кзил-Арватських залізничних майстерень Туркменської РСР. Був начальником особливого загону на побудові Середньоазійської залізниці.
Закінчив Ташкентський інститут механізації сільського господарства.
У 1930-х роках — начальник машинно-тракторної станції (МТС).
З жовтня 1937 року — інструктор відділу керівних партійних органів ЦК КП(б) Туркменії.
На 1941—1943 роки — заступник народного комісара соціального забезпечення Туркменської РСР, заступник голови виконавчого комітету Ашхабадської обласної ради депутатів трудящих.
З 1944 по 1946 рік — заступник начальника Управління із державного забезпечення і побутового облаштування родин військовослужбовців при РНК Української РСР.
З листопада 1946 по 1948 рік — заступник голови виконавчого комітету Кам'янець-Подільської обласної ради депутатів трудящих.
У жовтні 1948 — 1957 року — голова Кам'янець-Подільської (з 1954 року — Хмельницької) обласної ради профспілок.
Потім — персональний пенсіонер у місті Хмельницькому.

## Нагороди
- орден Трудового Червоного Прапора (6.12.1957)
- ордени
- медалі
- Почесний громадянин Хмельницького (2.12.1966)